# Balma SC
Balma Sports Club là một câu lạc bộ bóng đá Pháp được thành lập vào năm 1947, có trụ sở tại Balma, gần Toulouse, Haute-Garonne, Pháp. Câu lạc bộ hiện đang thi đấu tại Championnat National 3.